# Porto Trombetas

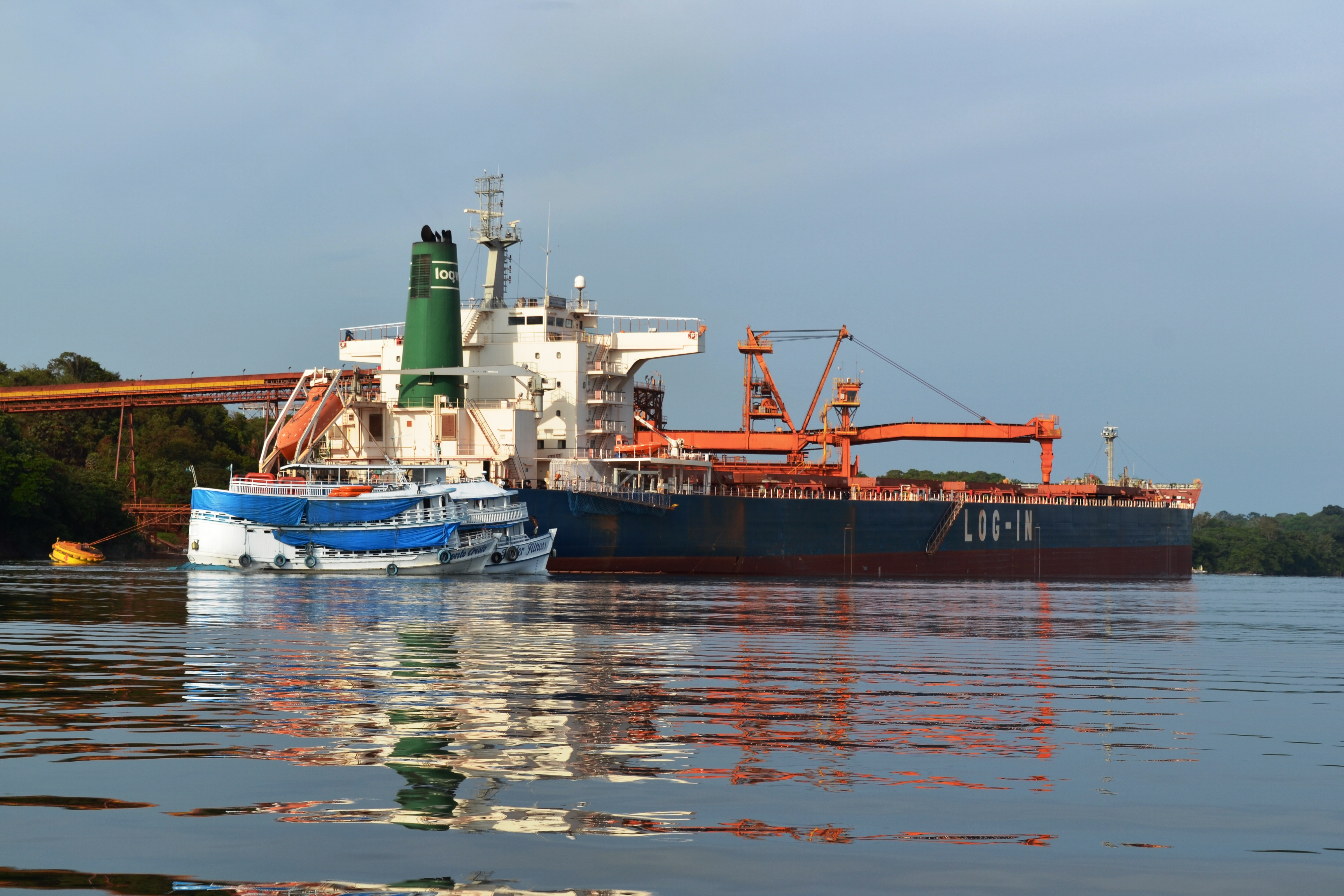
Bauxitverladung von Porto Trombetas im Hafen von Oriximiná, 2014

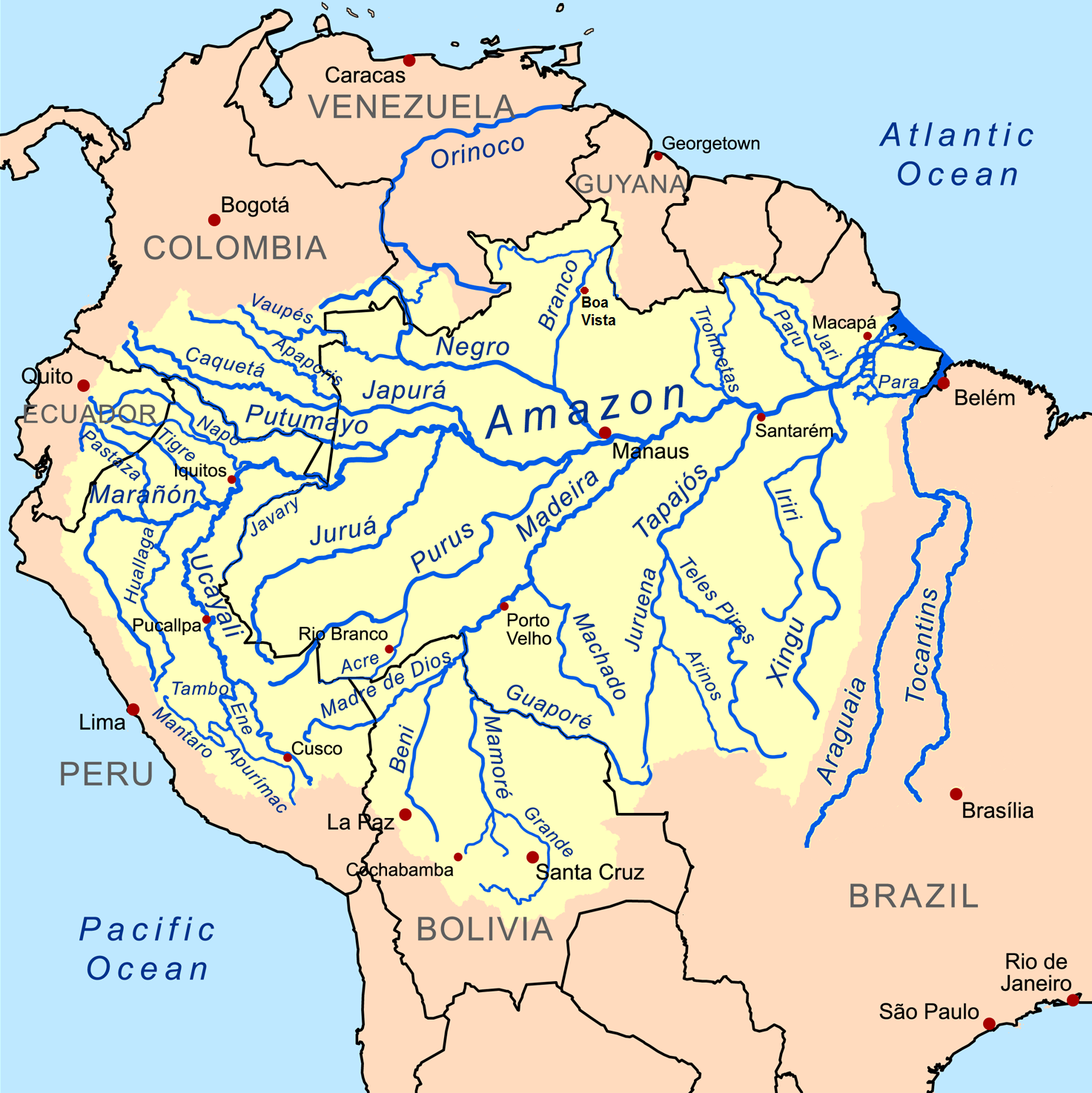
Lage der Städte Santarém und Belém sowie des Rio Trombetas (unmittelbar rechts des Eintrags "Amazon")

Porto Trombetas im Norden Amazoniens ist ein Distrikt im brasilianischen Bundesstaat Pará und eine der Gemeinde Oriximiná zugehörige städtische Agglomeration, die dem Wirtschaftszweck der gleichnamigen Mine dient: „Die Stadt Porto Trombetas, die als ‚Company Town‘ für das gleichnamige Bergwerk […] entstand.“
Porto Trombetas ist das wichtigste Bauxit-Abbaugebiet Brasiliens und „die drittgrößte Bauxitmine der Welt. […] Hier lagern die fünftgrößten bereits erschlossenen Bauxitreserven der Welt. [… und] hier fördert man gut 70 Prozent des gesamten brasilianischen Bauxits.“
Für den unmittelbaren Bauxit-Abbau – ohne Werksanlagen und Infrastruktur – „(werden) nach Angaben der Mineração Rio do Norte, die die Mine betreibt, […] pro Jahr über 100 Hektar Regenwald gerodet.“ Mit Inbetriebnahme der Mine 1972 wurde zwei Jahrzehnte lang keinerlei Rücksicht auf das natürliche Umfeld genommen. Dies führte in großem Maßstab zu Umweltschäden, die nicht mehr ausgeglichen werden konnten, doch – vor allem in Folge weltweiter Proteste – seit den 1980er-Jahren abgemildert wurden und heute nach offiziellen Angaben soweit technisch und organisatorisch möglich, vermieden werden.

## Lage
Porto Trombetas liegt am rechten Ufer des Rio Trombetas im Nordosten des Amazonasbeckens und somit für kontinentale Maßstäbe in relativer Küstennähe.

„Der Ort ist eine Enklave inmitten von dichtem, […] kaum berührten Primärregenwald. Nur per Schiff oder Flugzeug gelangen Besucher dorthin, die nächste Stadt, Santarém, liegt ca. 15 Bootsstunden entfernt […] Porto Trombetas: Das ist ein isoliertes Arbeitscamp, in dem 1500 Menschen leben. […] Das Erz wird hier im Tagebau gehoben, gereinigt, getrocknet. Dann verlädt man es in Schiffe, die zunächst den Rio Trombetas – einer der nördlichen Amazonasflüsse – und dann den Amazonas selbst hinab fahren bis hin zu den Aluminiumfabriken an der Ostküste Brasiliens. Dort wird das Bauxit entweder zu Aluminium verarbeitet oder als solches zu den großen Umschlaghäfen in Nordamerika, Europa oder Asien verschifft.“

## Geschichte
1967 wurden die Lagerstätten nach Sondierungen des kanadischen Unternehmens Alcan entdeckt und der Abbau vorbereitet. „Doch erst als sich die brasilianische Regierung 1972 – im Rahmen der systematischen infrastrukturellen Erschließung des Amazonasraumes – in großem Umfang beteiligte, schritt das Vorhaben weiter voran.“ 1974 wurde die Mine Porto Trombetas gegründet und 1979 nahm sie die Bauxitförderung im Tagebau auf. „Der erste Bauxitfrachter verließ am 13. Januar 1979 den Hafen bei Porto Trombetas.“

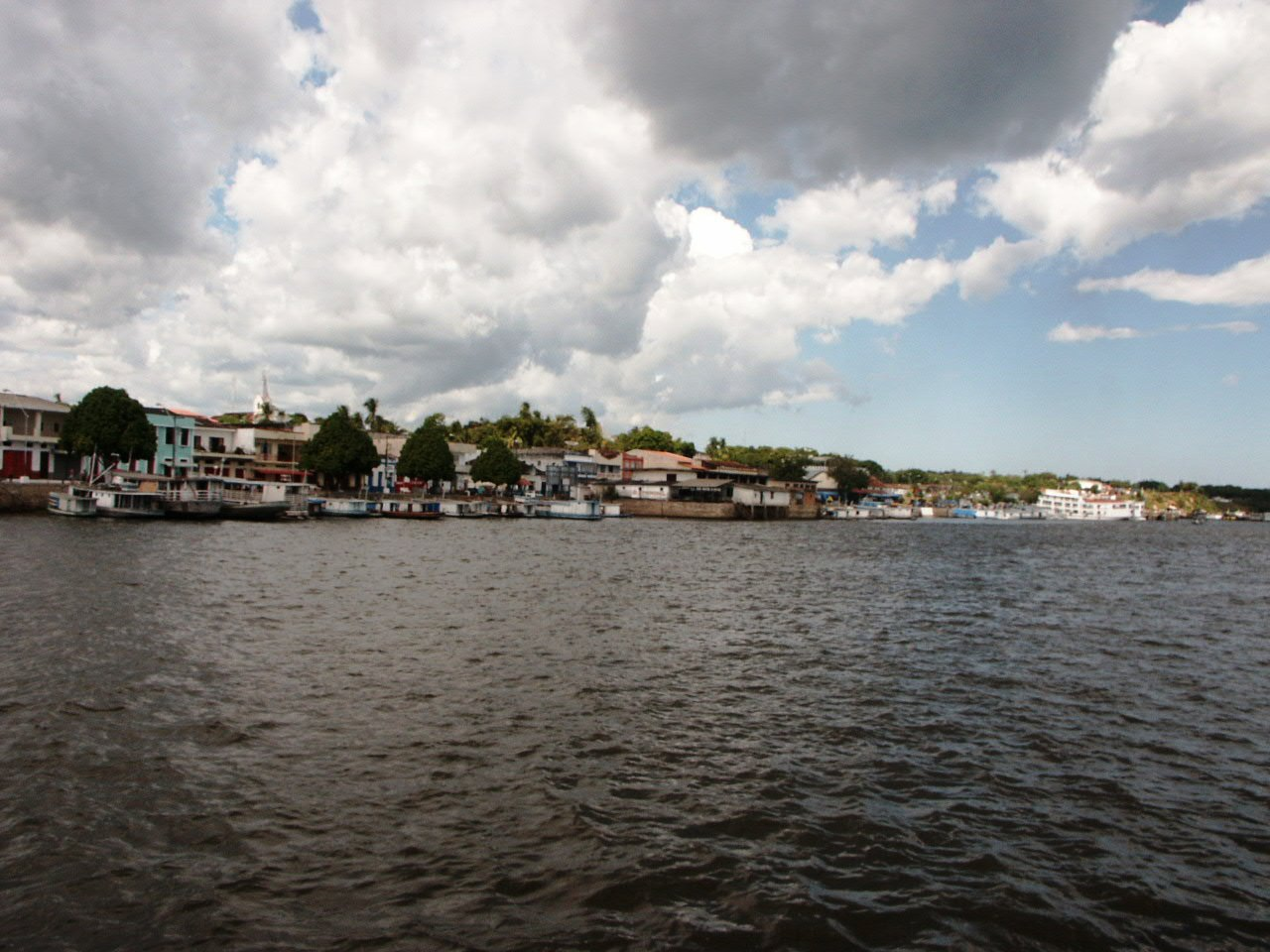
Blick vom Rio Trombetas auf Oriximiná (2006)

Betreiber ist die Mineração Rio do Norte (MRN), ein Konsortium, dem neben dem brasilianischen Staat und „Alcan weitere multinationale Konzerne wie Alcoa und Norsk Hydro angehören. Größter Anteilseigner mit 40 Prozent ist das Bergbauunternehmen Vale.
[…] Von den geleisteten Anfangsinvestitionen brachte die MRN 18,9 Prozent auf, den Rest übernahm der brasilianische Staat.“
Die 1877 gegründete Siedlung Oriximiná gilt heute als die ‚Stadt der Arbeiterfamilien‘ der Mineração Rio do Norte am Rio Trombetas.
Das Bauxit aus der Trombetas-Region wird in die Industriestädte der Küstenregion verschifft – vorwiegend bei São Luís in den Bundesstaaten Maranhão oder nach Belém in Pará –, in denen es entweder direkt exportiert oder in dort gelegenen Aluminiumoxidfabriken und Aluminiumhütten weiter verarbeitet wird. „Da aber Oxidfabriken, die unmittelbar an den Bauxitabbau angeschlossen sind, am wirtschaftlichsten arbeiten, siedelt man sie zunehmend in der Nachbarschaft der Erzlagerstätten an.“ Dies führt zu weiteren Belastungen und Gefahren in den betroffenen Regionen.

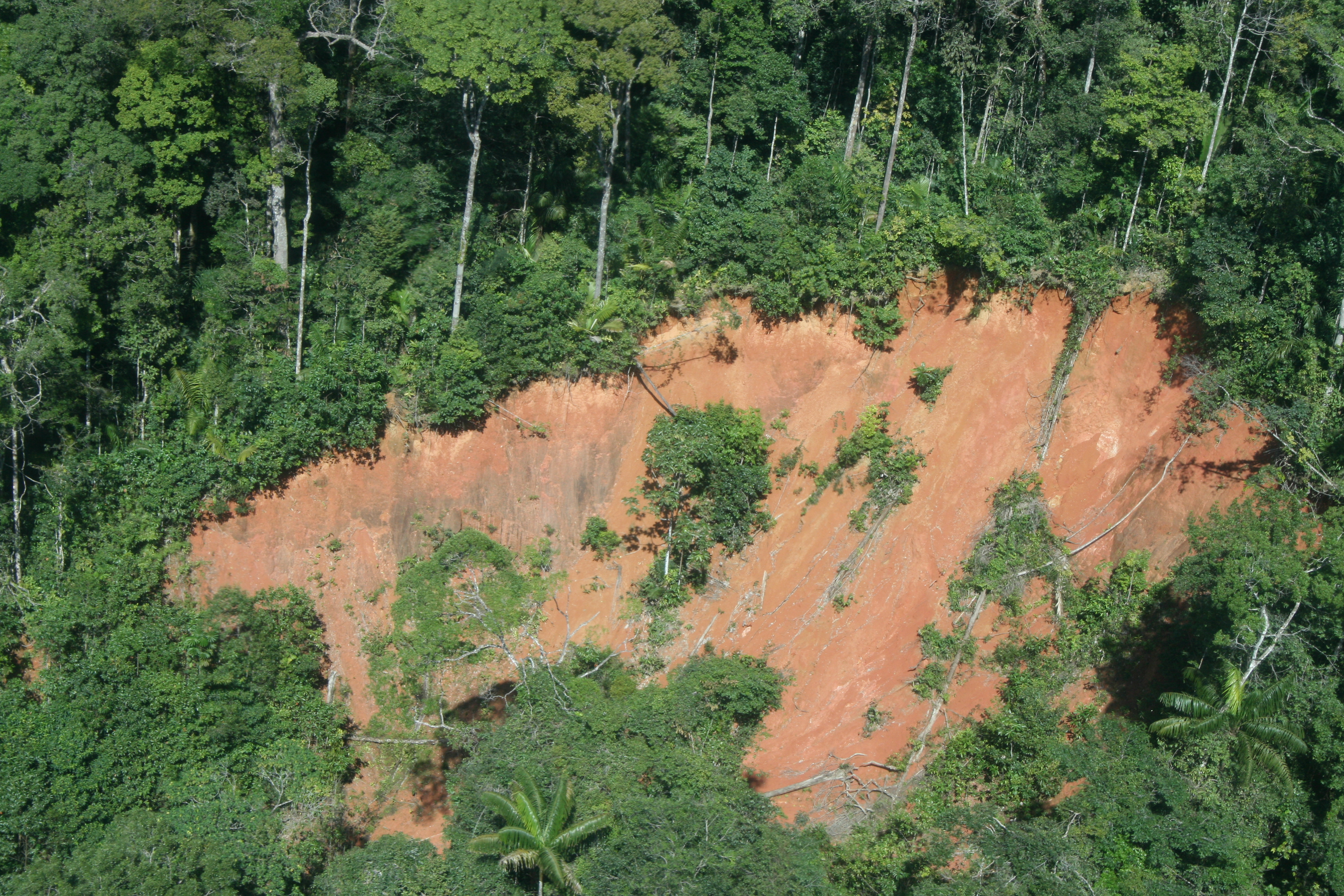
Offen liegende Bauxit-Schicht an einem Ufer-Abrutsch am Rio Trombetas bei Oriximiná

## Abbauvorgang
Nach der Entwaldung befindet sich in Porto Trombetas unter einer etwa acht Meter dicken Erdschicht eine drei Meter dicke Bauxitschicht. Schaufelbagger mit bis zu 20 Tonnen Fassungsvermögen beladen Lkws – „weltweit die größten ihrer Art“.

„Per Lkw gelangt das Erz zum Förderband, das im Fall von Porto Trombetas zu dem rund 40 Kilometer entfernten Hafen führt. Bevor man es in die Schiffe verfrachtet, wird das verunreinigte Material gewaschen und getrocknet, wobei große Mengen an Schlamm anfallen. Ganz am Ende, wenn die Bauxitgrube ausgebeutet ist, schüttet man sie mit der zuvor abgetragenen Erde auf und beginnt mit der Wiederaufforstung des Waldes. Unterdessen wandert die Mine ein Stück weiter den Fluss hinab, wo alles von vorne beginnt.“

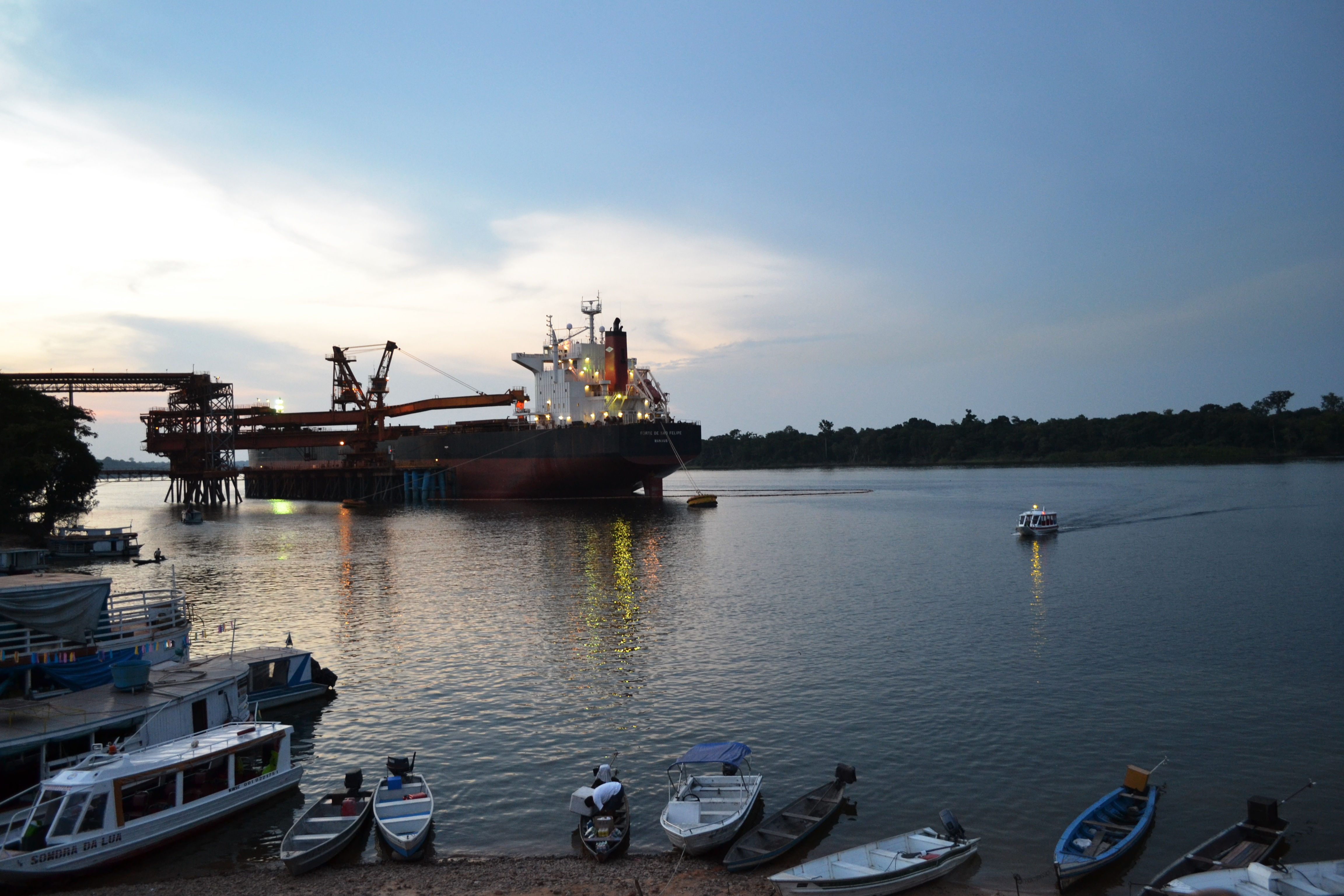
Ende des Förderbandes aus Porto Trombetas im Hafen von Oriximiná

Neben den gravierenden Landschaftsveränderungen durch das Entfernen der Vegetation auf den Abbauflächen und den Ablagerungsplätzen und -becken, trägt der Bau von Straßen, Schienenwegen, Verladehäfen und Camps zu ihrer Versiegelung bei. Diese Gebiete, deren Infrastruktur in groben Zügen erschlossen ist, ziehen „wie ein Magnet andere wirtschaftliche Aktivitäten an, sei es industrielle Landwirtschaft, sei es die Produktion von Zellstoff und Papier.“

### Umweltzerstörung
„Durch das Waschen des Rohbauxits wurde der in der Trombetas-Region gelegene Rio Sapone so sehr belastet, dass die Bevölkerung das Flusswasser […] nicht mehr als Trinkwasser benutzen kann. Der nahe bei Porto Trombetas gelegene See Lago Batata wurde vor über 20 Jahren durch das Einleiten von schlammhaltigem Waschwasser so stark verschmutzt, dass er abstarb. Die abgelagerten Sedimente wurden niemals entfernt.“
Ein weiterer, bei Marschall undatierter Vorgang, weist darauf hin, dass es in der Umgebung von Porto Trombetas auch Aluminiumoxid-Fabriken geben muss, denn Rotschlamm entsteht durch das Bayer-Verfahren als Abfallprodukt: „Anfangs leitete man den Rotschlamm ungefiltert in Flüsse und Seen ein. In einem seenförmigen Seitenarm des Rio Trombetas starben daraufhin zunächst die Fische; später verschlammte das Gewässer vollkommen. Inzwischen ist das Betreiberkonsortium [Mineracácaõ do Norte] den Rotschlamm auf ausgedehnten Landflächen beziehungsweise in riesigen künstlichen Becken zu deponieren, Solche Rotschlammseen sind zwischen vier und zehn Meter tief; sie werden mit einer kompakten Schicht aus Ton und PVC doppelt abgedichtet und mit Schutzdeichen umgeben. Der im Amazonasgebiet täglich anfallende Regen spült die im Schlamm enthaltene Natronlauge aus.“ Ältere Deponien wurden oft nicht zuverlässig abgedichtet und die Lauge gerät ins Grundwasser. Nachträgliche Abdichtungen sind schwierig, Sanierungen kaum durchführbar. Neuere Deponien werden inzwischen aber nach dem Stand der Technik abgedichtet. Mittlerweile habe sich auch die Rekultivierung von Rotschlammdeponien durchgesetzt.
Der Primärregenwald lässt sich jedoch nach Zerstörung nicht wieder herstellen. Man kann zwar Rekultivierungsmaßnahmen ergreifen, doch „was dann entsteht, ist dann nicht mehr Regenwald, sondern ein Ökosystem völlig anderen Typs, mit zumeist weit geringerer Artenvielfalt.“

### Gegenmaßnahmen

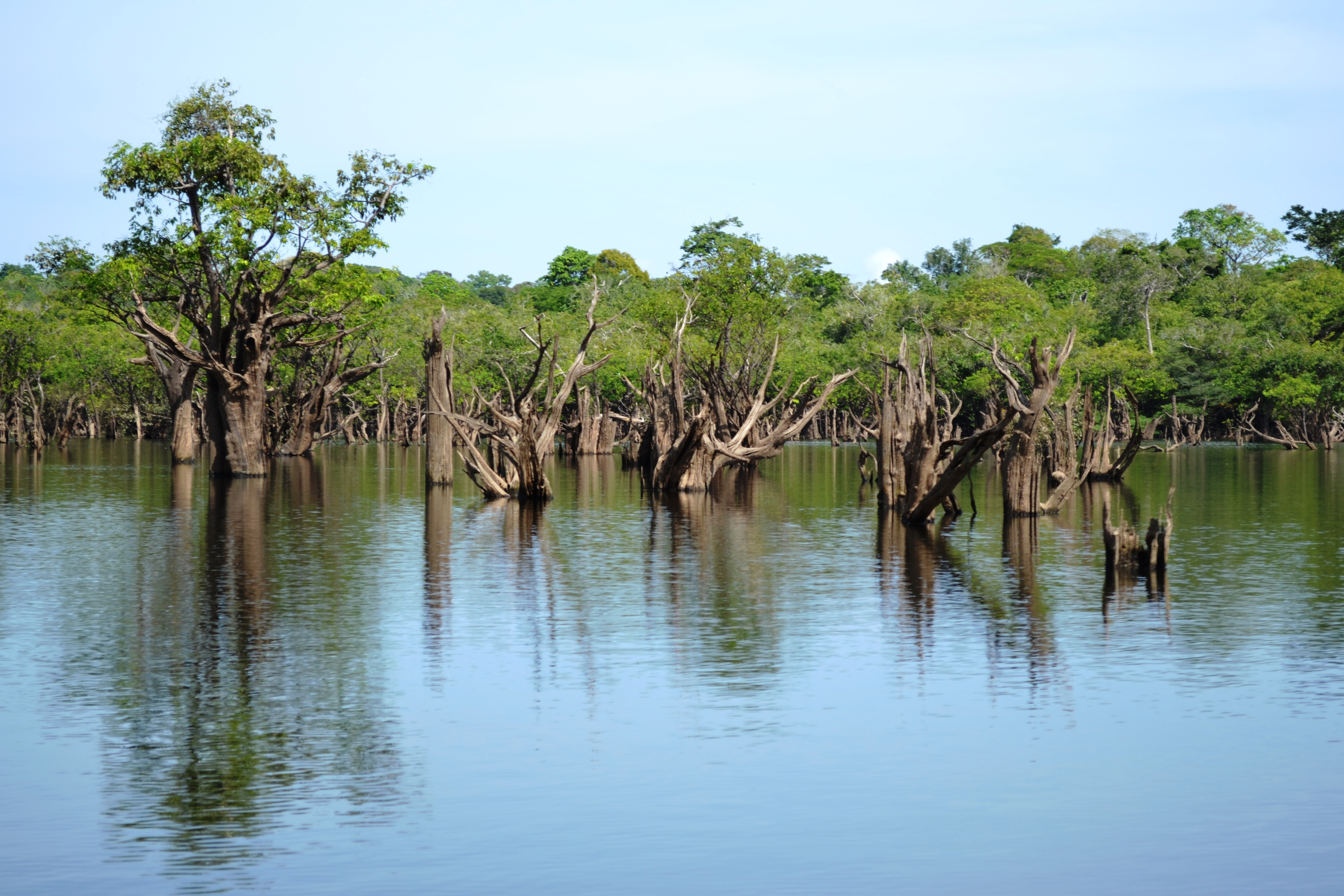
Aufnahme aus einem biologischen Reservat am Rio Trombetas, das vom MRN eingerichtet wurde. 2014

In den 1980er-Jahren begann die Kritik an den Zerstörungen des Regenwaldes und nachdem der brasilianische Staat die Minenbetreiber per Gesetz zur Wiederaufforstung verpflichtete, wurde zuerst „ein Teil der entwaldeten Gebiete mit schnell wachsenden Baumarten wie Eukalyptus“ bepflanzt. Seit der Jahrhundertwende existieren „in der Mine am Rio Trombetas anspruchsvolle und flächendeckende Rekultivierungsprogramme mit einheimischen Pflanzenarten. […] Jeder gerodete Hektar Land wird mit 2500 Schößlingen aus über 80 unterschiedlichen Arten bepflanzt, die man aus den gesammelten Samen der ursprünglich hier wachsenden Pflanzen zog. Zwar weisen diese renaturierten Flächen in keiner Weise die Artenvielfalt des intakten tropischen Regenwaldes auf, doch das Resultat wird vom Amazonas Institut INPA in Manaus gelobt.“
Nach Angaben des Unternehmens wurde seit 1984 bis zum Jahr 1998 knapp die Hälfte der Abbauflächen wieder aufgeforstet.
Dies sei aber weniger auf die staatliche Regelung zurückzuführen, denn auf freiwillige Umweltrichtlinie der internationalen Aluminiumkonzerne, die „von unterschiedlichen Stakeholdern wie Umwelt- und Verbraucherorganisationen, Banken und Konsumenten kritisch überwacht (werden).“ Mittlerweile geben die Konzerne Nachhaltigkeitsberichte heraus, auch Branchenverbände oder das International Aluminium Institut (IAI) in London. Jedoch fehle den freiwilligen Selbstverpflichtungen der rechtlich bindende Charakter und auch „namhafte Nichtregierungsorganisationen, darunter Greenpeace, halten auch den ‚Global Compact‘ […] für so gut wie wirkungslos.“ Noch 2007 schritt „trotz massiver Proteste von Umweltschützern und einheimischer Regenwaldbewohner […] die Erschließung zweier neuer Bauxitminen am Rio Trombetas weiter voran.“

## Bevölkerung
In der Trombetas-Region vergab der brasilianische Staat – in der Zeit der Militärdiktatur (1964–1985) – Schürfrechte bis 2080, ohne die Bevölkerungsgruppen in den betroffenen Gebiete an entsprechenden Entscheidungsprozessen zu beteiligen. „Nach der brasilianischen Verfassung von 1988 steht ihnen das Recht auf ihr Land zu.“ In der Region handelt es sich hauptsächlich um die Quilombolas, ‚Gemeinschaften der Nachkommen der geflohenen afrikanischen Sklaven‘, insgesamt zehn- bis zwölftausend Menschen, die sich Wehrdörfern, sogenannten Quilombos, organisieren. Durch den Bauxit-Abbau mussten viele ihre angestammten Niederlassungen aufgeben und umsiedeln, anderen wurde ihre Lebensweise durch die Umweltschäden massiv beeinträchtigt. Sie erhielten „keine oder kaum Entschädigungen für die dadurch erlittenen Verluste“. Viele sind gezwungen, in den Arbeitscamps der Bauxitminen für sie fremdartige Arbeitsverhältnisse einzugehen.
Zunehmend wurden und werden auch Indianervölker, die im Einzugsgebiet des Rio Trombetas leben, vertrieben oder in ihrer Lebensführung stark beeinträchtigt. „In weiten Gebieten ist Amazonien nicht einfach ein ‚Urwald‘ im eigentlichen Sinne, sondern eine indianische Kulturlandschaft.“

## Neuere Geschichte
Nach Angaben der Mineração Rio do Norte
- 2011 wird die Mine Bela Cruz mit einer Kapazität von 11 Millionen Tonnen Bauxit in Betrieb genommen.
- 2012: Ankündigung einer „Erneuerung der degradierten Gebiete“ durch die MRN.
- 2013 beginnt der Ausbau der Mine Monte Branco.
- 2014: Der MRN bezeichnet sich als „drittgrößter Bauxit-Betrieb der Welt“.
- 2015: 18,3 Millionen Tonnen Bauxit werden verschifft.
- 2018: Rückgang der Förderung auf 14,4 Millionen Tonnen (9000 Schiffsladungen).
- 2019: 40-jähriges Betriebsjubiläum der Aramã-Mine.[10]

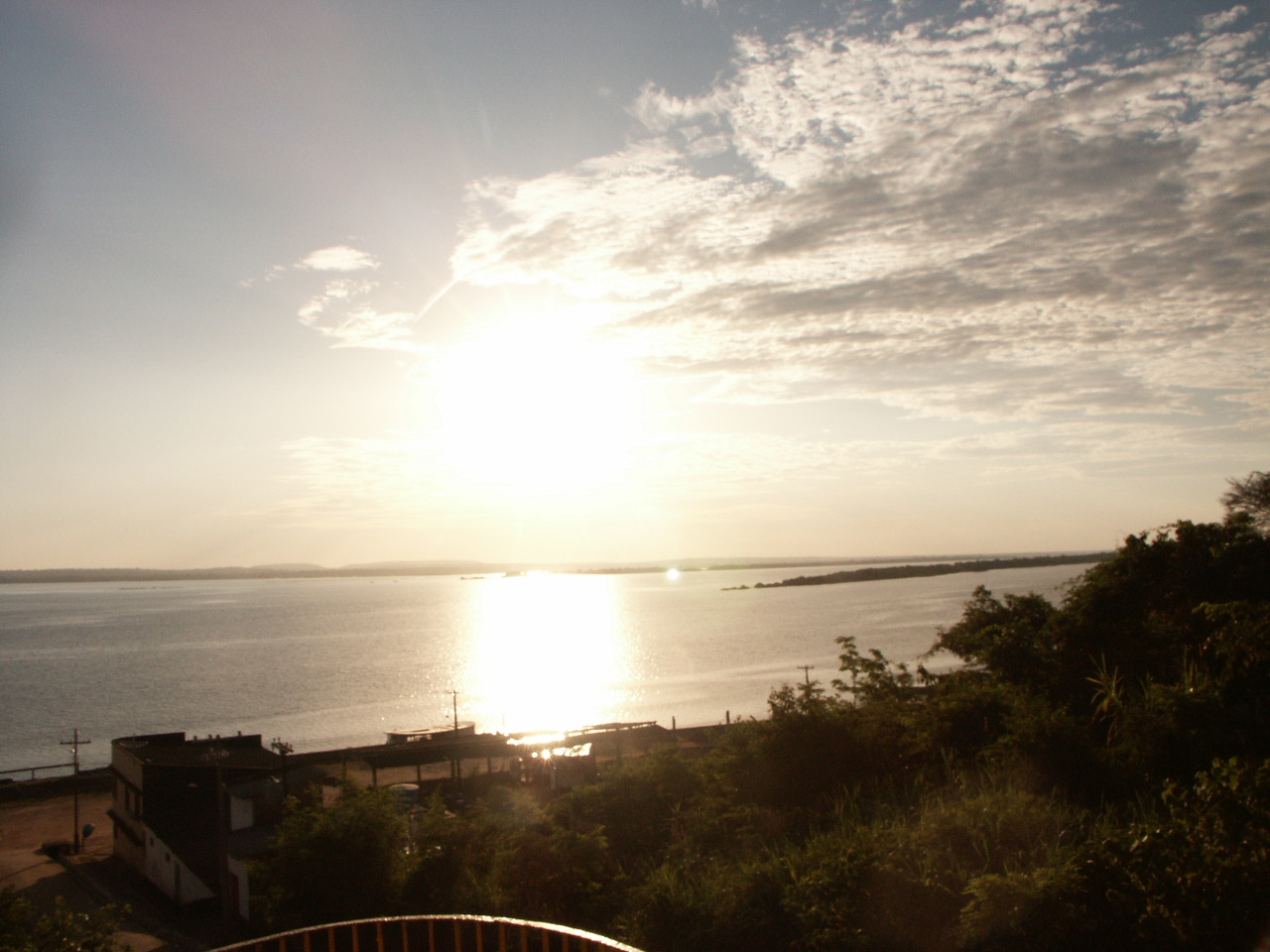
Der Rio Trombetas nahe der Arbeiterstadt Oriximiná der Mineração Rio do Norte (MRN), 2006

### Renaturierung (2012)
Das Bergwerk bei Porto Trombetas wird häufig als positives Beispiel für die Wiederaufforstung gerodeten Regenwaldes genannt. Es befindet sich im geschützten Floresta Nacional Saraca-Taquera. Die Ausweisung als ‚geschütztes Gebiet‘ bedeutete eine juristische Regelung der staatlichen Verfügung über das Territorium, mit dem dann Bergbau legalisiert werden konnte.
„Generell wird mit der Rekultivierung der Waldgebiete vor Beginn der Erschließung des Vorkommens begonnen. Die Beobachtung der im betroffenen Gebiet ansässigen Wildtiere beginnt zwei Jahre vor Beginn der Bauarbeiten und wird während der Rodung fortgesetzt. Unmittelbar vor Beginn wird ein Team damit beauftragt, Tiere zu retten und seltene Pflanzen umzupflanzen.“
„Für die Renaturierung wird der zuvor abgetragene Oberboden, der neben Samen und auskeimungsfähigen Pflanzenteilen noch viel organisches Material wie Wurzelreste, Äste und Baumstämme enthält, wieder verwendet und mit in Gewächshäusern angezogenen Setzlingen heimischer Baumarten bepflanzt.“
„Bis 2011 konnten 45 km² Wald wieder angepflanzt werden. Studien zeigen, dass der Wald in den wieder bepflanzten Gebieten zu 70 % wieder hergestellt ist (Whitebread-Abrutat 2012). Das Wiederaufforstungsprogram des Paragominas-Bergwerks startete 2009 und soll bis 2040 fortgesetzt werden. Von den seit 2006 genutzten 53 km² wurden 7,76 km² renaturiert. Obwohl die Renaturierungsmaßnahmen in den letzten Jahren stark verbessert wurden, ist eine vollständige Wiederherstellung der Biodiversität und der Artenvielfalt jedoch nicht zu erreichen.“